# Cesário Barreto
Cesário Barreto Lima, mais conhecido como Cesário Barreto, (Sobral, 6 de dezembro de 1920 — Fortaleza, 17 de janeiro de 1995) foi um comerciário, agricultor perito contábil e político brasileiro, outrora deputado federal pelo Ceará.

## Dados biográficos
Filho de Francisco das Chagas Barreto Lima e Maria Cesarina Lima. Comerciário e agricultor, graduou-se perito contábil na Escola de Comércio Dom José, em Sobral. Eleito prefeito desta cidade via PTN em 1962, sua vida política continuou na ARENA quando o Regime Militar de 1964 impôs o bipartidarismo. Eleito deputado federal em 1978, migrou para o PDS com a restauração do pluripartidarismo em 1980, embora tenha encerrado a carreira política ao fim do mandato. 